# بوسيدون (فلم)
بوسيدون (بالإنجليزية: Poseidon) هو فيلم مغامرات أمريكي من انتاج عام 2006 وإخراج ولفغانغ بيترسن وثالث الأفلام المقتبسة من رواية بول غاليكو
مغامرة بوسيدون ، و طبعة جديدة من الفيلم الذي يحمل نفس الاسم عام 1972 , بطولة كورت راسل وجوش لوكاس, تم إنتاجها وتوزيعها من قبل وارنر بروس بالتعاون مع استوديوهات فيرشوتيل . اصدر الفيلم في شكل آيماكس. تم إصداره في 12 مايو 2006، ورشح في جوائز الأوسكار ال 79 لأفضل المؤثرات البصرية. وحققت بوسيدون 181,674,817 دولار في شباك التذاكر في جميع أنحاء العالم بميزانية قدرها 160 مليون دولار

## نمط القصة
عندما تغرق موجة ضخمة سفينة رحلات بحرية فاخرة في وسط المحيط، يجد مجموعة من الناجين أنفسهم في معركة من أجل الحياة.

## روابط خارجية
- الموقع الرسمي
 dead link
- مقالات تستعمل روابط فنية بلا صلة مع ويكي بيانات